# María Michelsen de López
María Michelsen de López, née Michelsen Lombana le 17 février 1890 à Bogota et morte le 22 janvier 1949 à Bogota, est la première dame de Colombie de 1934 à 1938, puis de 1942 à 1946 en tant qu'épouse du 14e et 16e président de la repúblique de Colombie Alfonso López Pumarejo,,.